# Google Kína

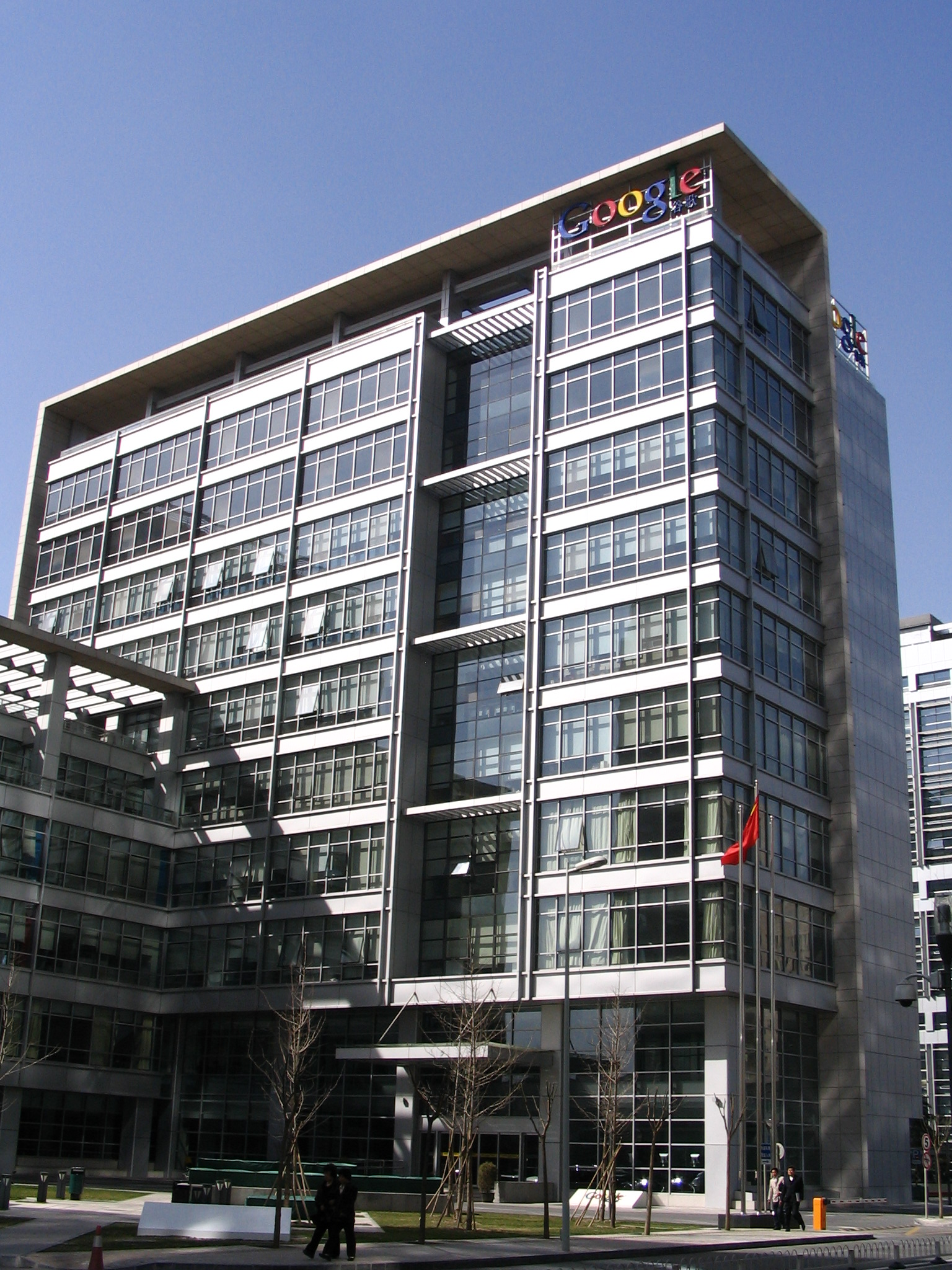
A Google Kína főépülete a kínai Szilícium-völgyben, Pekingben

A Google Kína a Google-nak, a világ legnagyobb internetes kereséssel foglalkozó cégének kínai leányvállalata. A Google Kína által üzemeltetett kereső a második legnépszerűbb Kínában, a Baidu keresője után. Piaci részesedését az Analysys International 2009-es felmérése 29%-ra tette.
A céget 2005-ben alapította Li Kaj-fu, aki 2009. szeptember 4-ig maradt a vezetője.